# Joseph-Marie-Désiré Guiot
Joseph-Marie-Désiré Guiot SMM (ur. 6 sierpnia 1860 w Pontchâteau, zm. 24 grudnia 1941) – francuski duchowny rzymskokatolicki, misjonarz Towarzystwa Maryi, wikariusz apostolski Los Llanos de San Martín.

## Biografia
8 grudnia 1884 otrzymał święcenia prezbiteriatu i został kapłanem Zgromadzenia Misjonarzy Towarzystwa Maryi.
3 kwietnia 1908 papież Pius X mianował go wikariuszem apostolskim Los Llanos de San Martín oraz biskupem tytularnym augustopolitańskim (we Frygii). 28 maja 1908 przyjął sakrę biskupią z rąk prefekta Świętej Kongregacji Soboru Trydenckiego kard. Vincenzo Vannutelliego. Współkonsekratorami byli przełożony generalny Zgromadzenia Misjonarzy Afryki bp Léon-Antoine-Augustin-Siméon Livinhac MAfr oraz biskup Rodez Charles du Pont de Ligonnès.
27 czerwca 1939 przeszedł na emeryturę. Zmarł 24 grudnia 1941.